# مارتن مول
مارتن مول (بالإنجليزية: Martin Mull)‏ (و. 1943  م) هو ممثل كوميدي، ورسام، وممثل تلفزي، وممثل أفلام، ومؤدي أصوات، وكاتب سيناريو، ومنتج أفلام، وموسيقي أمريكي، ولد في شيكاغو.

## التعليم
تعلم في كلية رود أيلاند للتصميم.

## وصلات خارجية
- مارتن مول على موقع IMDb (الإنجليزية)
- مارتن مول على موقع روتن توميتوز (الإنجليزية)
- مارتن مول على موقع ميوزك برينز (الإنجليزية)
- مارتن مول على موقع قاعدة بيانات الأفلام السويدية (السويدية)
- مارتن مول على موقع إن إن دي بي (الإنجليزية)
- مارتن مول على موقع أول ميوزيك (الإنجليزية)
- مارتن مول على موقع ديسكوغز (الإنجليزية)
- مارتن مول على موقع قاعدة بيانات الفيلم (الإنجليزية)
- مارتن مول في قاعدة بيانات الأفلام على الإنترنت